# سفارة تركيا في البرازيل
سفارة تركيا في البرازيل هي أرفع تمثيل دبلوماسي لدولة تركيا لدى البرازيل. تقع السفارة في برازيليا وهي تهدف لتعزيز المصالح التركية في البرازيل.

## وصلات خارجية
- قائمة سفارات تركيا
- قائمة السفارات في البرازيل